# Kościół bł. Władysława z Gielniowa w Gielniowie
Kościół błogosławionego Władysława z Gielniowa w Gielniowie – rzymskokatolicki kościół parafialny należący do dekanatu drzewickiego diecezji radomskiej.

## Historia
Obecna świątynia została wzniesiona w latach 1861-1866. Jest to budowla murowana, posiadająca trzy nawy, zwrócona prezbiterium ku stronie wschodniej, wybudowana na planie prostokąta. Dach jest ozdobiony sygnaturką. Od frontu jest umieszczona wieża-dzwonnica, w której są zawieszone trzy dzwony: jeden zapewne z 1768 roku, drugi z 1777 roku i trzeci bez daty odlania. We wnętrzu znajdują się ołtarze pochodzące z XIX wieku, wykonana przez Jana Szczepańskiego z Opoczna. W ołtarzu bocznym jest umieszczony obraz Matki Boskiej Częstochowskiej ze zwieńczeniem Ecce Homo pochodzący z końca XVIII stulecia, oraz rzeźba św. Barbary pochodząca z pierwszej połowy XVIII stulecia. Pod kamienną posadzką, jak twierdzi ksiądz Wiśniewski, jest umieszczone wejście do grobowca.

## Galeria

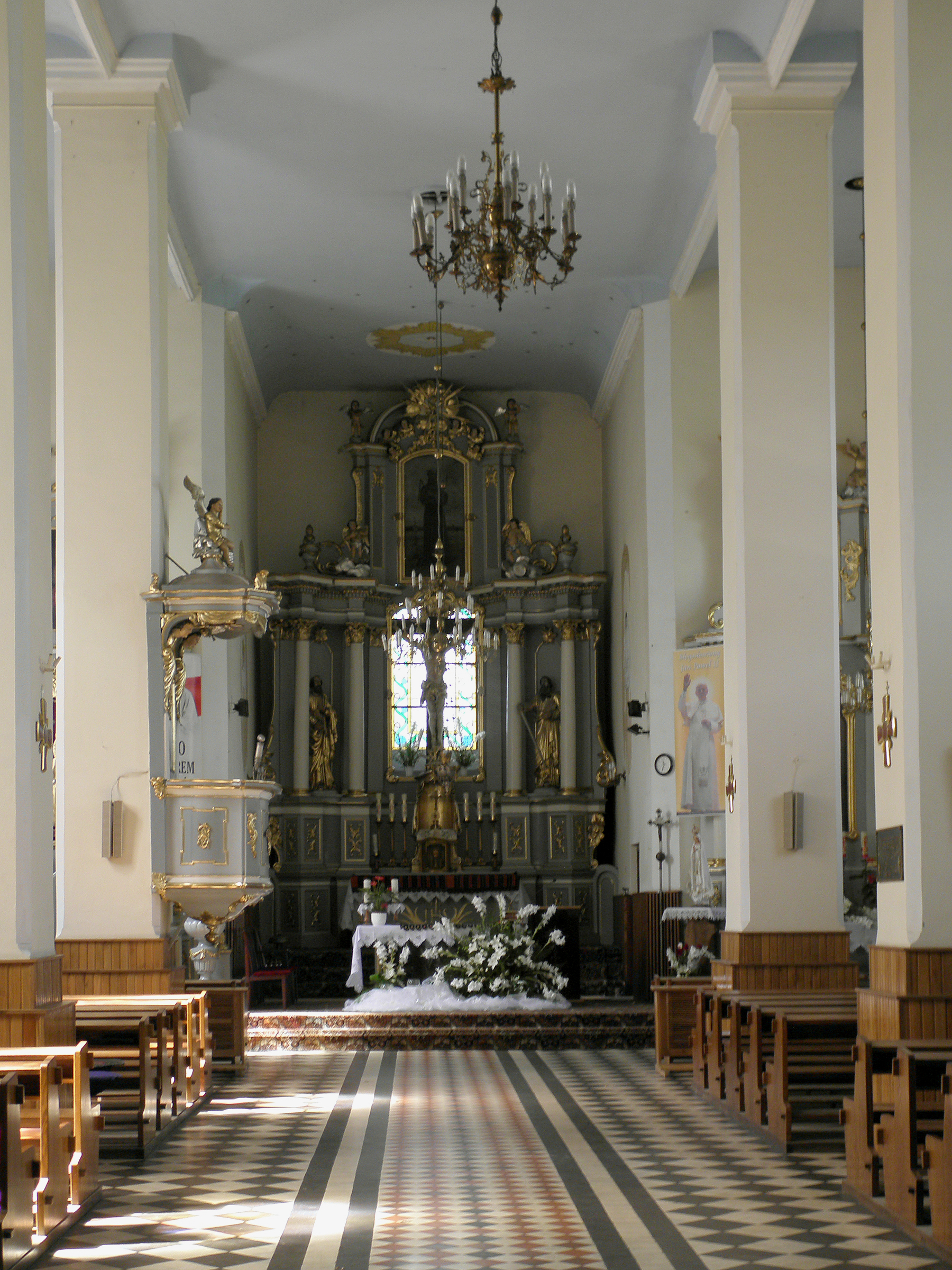
Wnętrze świątyni
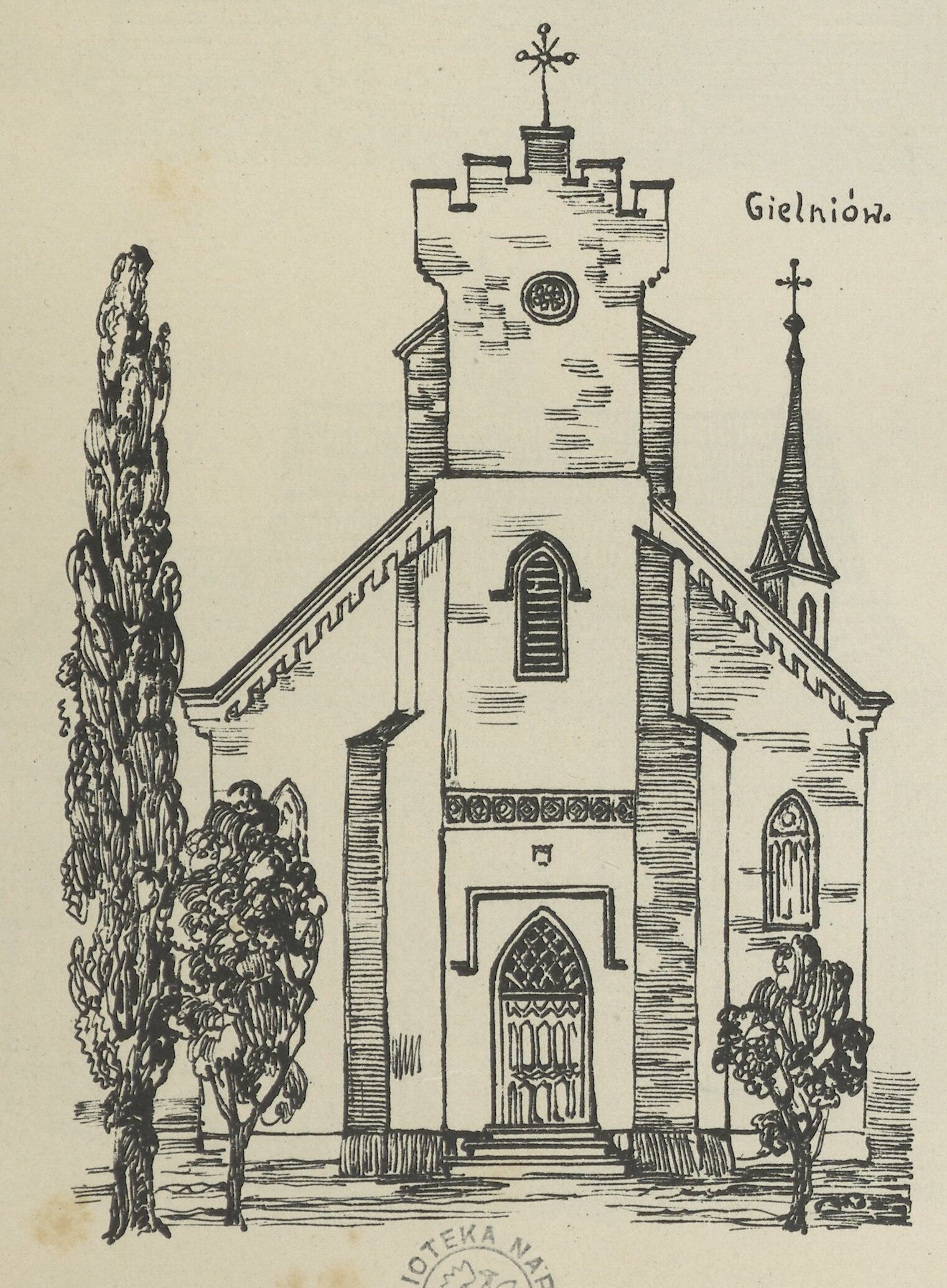
Kościół przed 1913
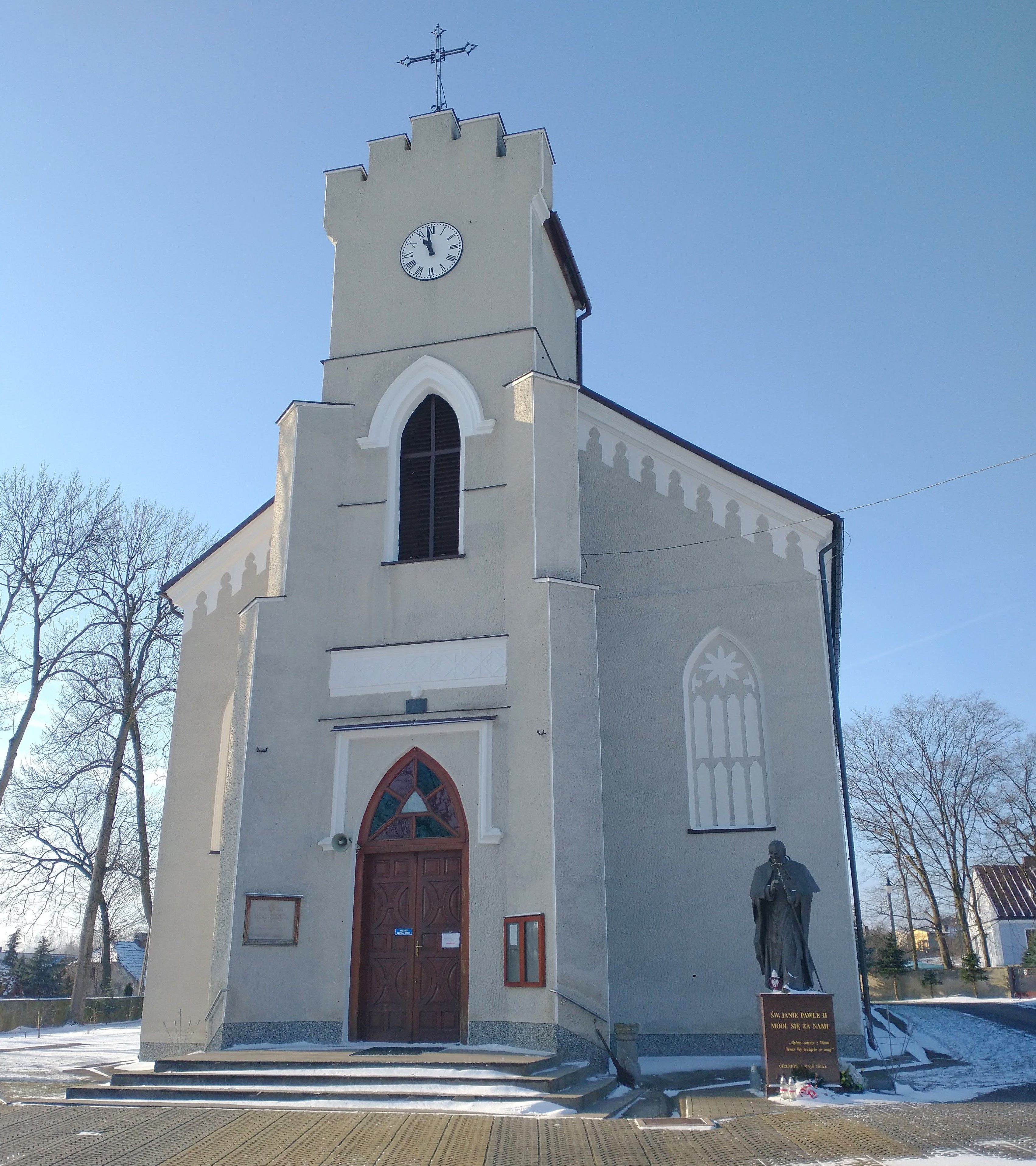
Wieża
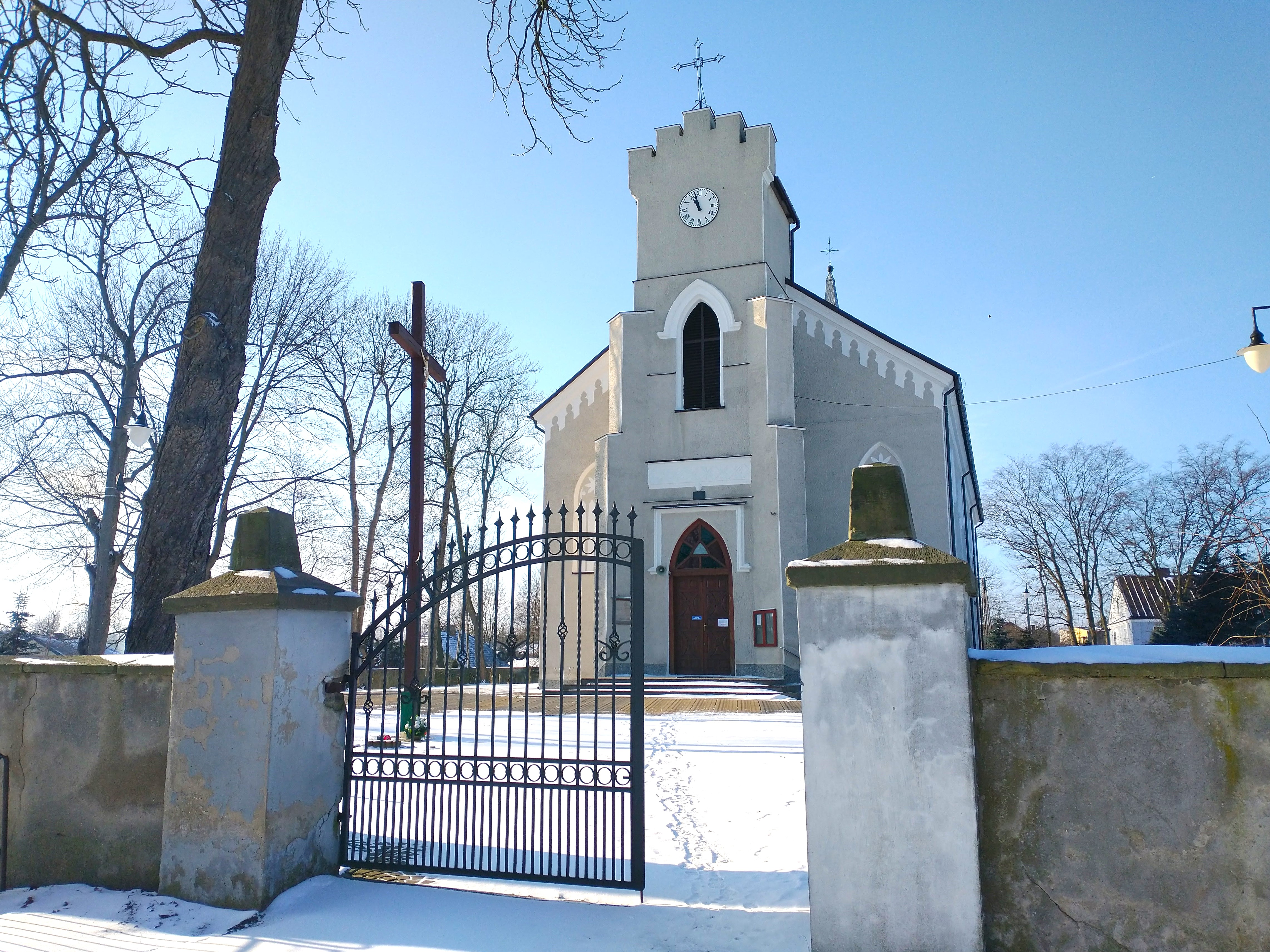
Brama
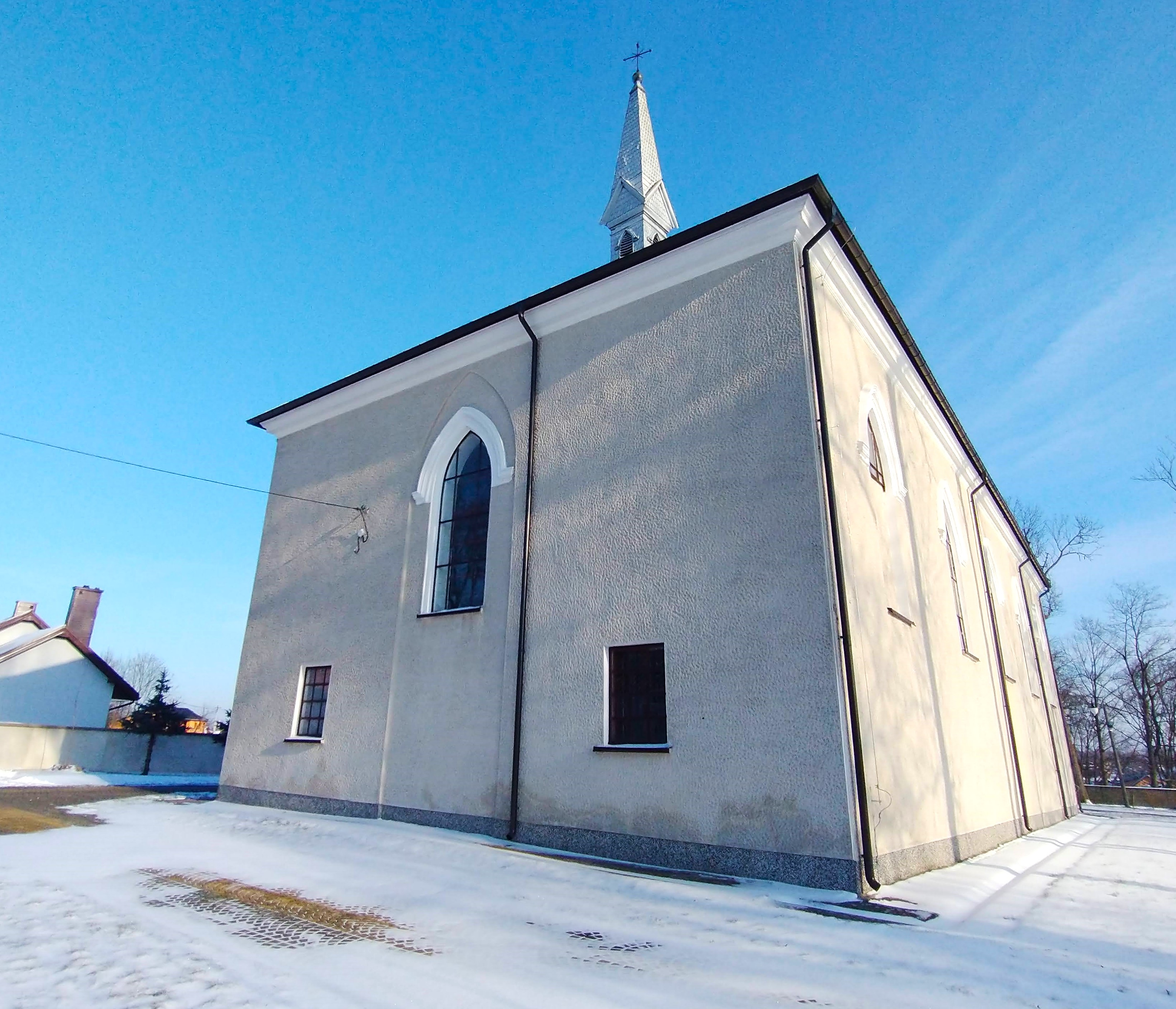
Widok od prezbiterium
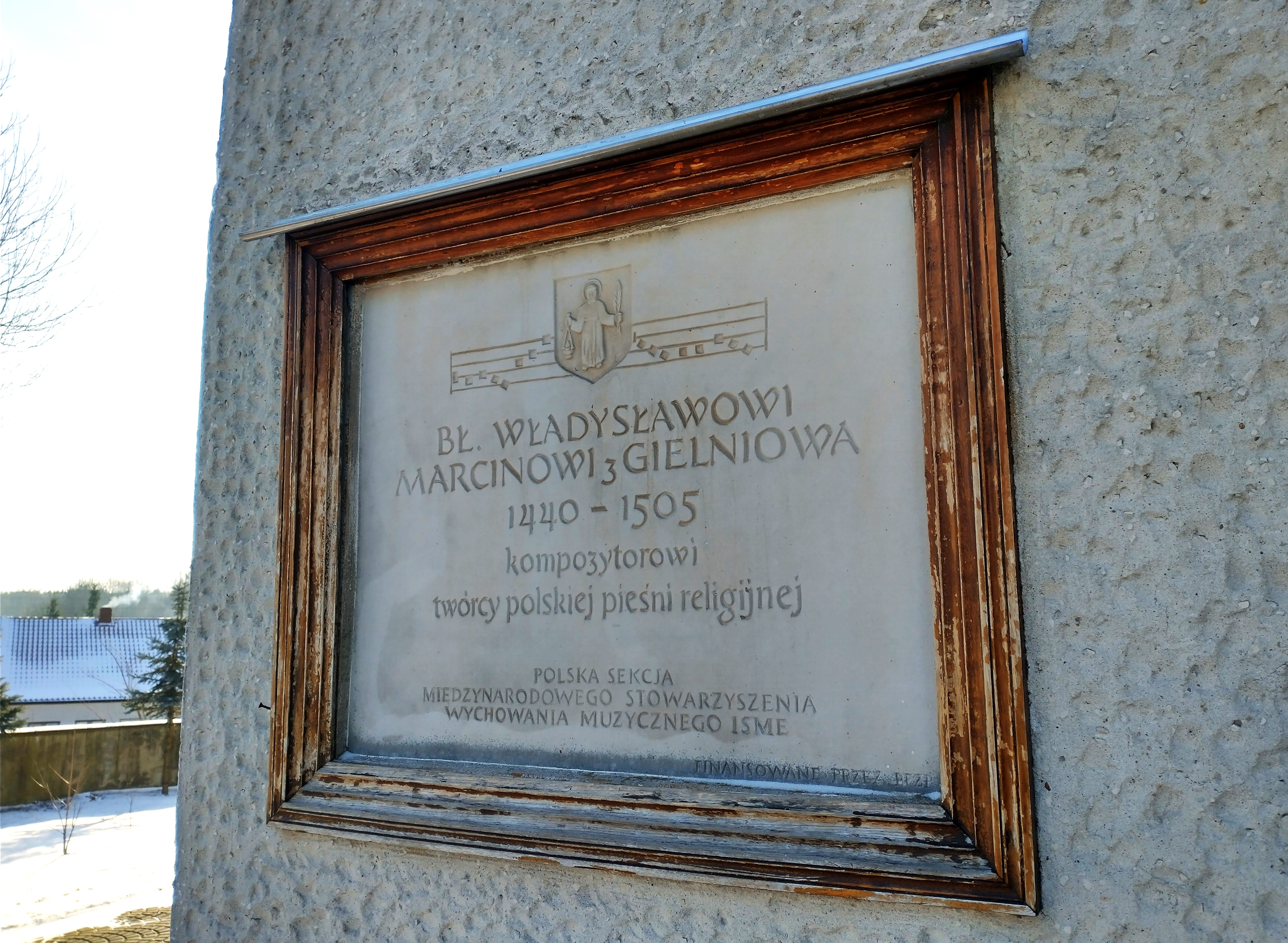
Tablica bł. Ładysława